# Västra Ringlet
Västra Ringlet är en sjö i Arvidsjaurs kommun i Lappland och ingår i Byskeälvens huvudavrinningsområde. Sjön har en area på 0,357 kvadratkilometer och ligger 369 meter över havet.

## Delavrinningsområde
Västra Ringlet ingår i det delavrinningsområde (728165-165502) som SMHI kallar för Utloppet av Västra Ringlet. Medelhöjden är 375 meter över havet och ytan är 1,89 kvadratkilometer. Det finns ett avrinningsområde uppströms, och räknas det in blir den ackumulerade arean 2,64 kvadratkilometer. Vattendraget som avvattnar avrinningsområdet har biflödesordning 2, vilket innebär att vattnet flödar genom totalt 2 vattendrag innan det når havet efter 150 kilometer. Avrinningsområdet består mestadels av skog (22 procent). Avrinningsområdet har 0,35 kvadratkilometer vattenytor vilket ger det en sjöprocent på 18,7 procent. Bebyggelsen i området täcker en yta av 0,95 kvadratkilometer eller 50 procent av avrinningsområdet.